# Cees van Dam
Cornelis (Cees) van Dam (1943) is een Nederlands bedrijfseconoom en voormalig hoogleraar Financiële Bedrijfskunde aan de Technische Universiteit Eindhoven.
Van Dam studeerde bedrijfseconomie aan de Erasmus Universiteit Rotterdam, waar hij in 1973 ook promoveerde op het proefschrift "Beslissen in onzekerheid". Na zijn afstuderen was hij aan de Erasmus Universiteit blijven werken. In 1976 begon hij bij Nijenrode met een openbare les getiteld "Waarde en winst in prospektief perspektief : enige beschouwingen rond een "waarde- en winstoverzicht".

## Hoogleraar
In 1979 werd hij hoogleraar aan de KMA, waarbij hij de inaugurele rede sprak over internationaal investeren. Eind jaren tachtig wordt Van Dam hoogleraar Financiële Bedrijfskunde aan de Faculteit Bedrijfskunde van de Technische Universiteit Eindhoven. In de jaren negentig volgt hiernaast zijn benoeming als hoogleraar aan de Faculteit Bedrijfskunde van de Erasmus Universiteit Rotterdam.

## Nevenfuncties
Van Dam was verder van 1968 tot 2003 hoofdredacteur van het tijdschrift “Bedrijfskunde” en (president-)commissaris bij talloze bedrijven. Hij was directeur van het Instituut voor Bedrijfskundige Opleidingen (IBO) in slot Zeist, dean van Nijenrode en de Rotterdam School of Management.

## Privé
Van Dam is getrouwd en heeft twee zonen. 

## Publicaties
- 1972. Beslissen : een twintigtal beschouwingen op het terrein van de bedrijfs- en bestuurskunde. Met Piet Moerland (red.). Deventer : Kluwer.
- 1973. Beslissen in onzekerheid. Leiden : Stenfert Kroese.
- 1978. Ondernemer en overheid : een bundel opstellen, bijeengebracht ter gelegenheid van het verschijnen van de vijftigste jaargang van 'Bedrijfkunde', tijdschrift voor modern management. (red.) Deventer : Kluwer.
- 1980. Internationaal ondernemen : valutavraagstukken in theorie en praktijk. Red. met P.M. Verboom. Leiden : Spruyt, Van Mantgem & De Does.
- 1983. Encyclopedie van de bedrijfseconomie. Hoofdred. C. van Dam. Deventer : Kluwer.
- 1990. Bedrijfskunde op weg naar 1990 : trends en ontwikkelingen. (red.) Deventer : Kluwer Bedrijfswetenschappen.
- 1996. Bedrijfskundige uitdagingen en de manager van nu. Met Th.A. van Beek. Deventer : Kluwer Bedrijfswetenschappen.
- 2001. "Financieel management". Met Th.A. van Beek. Groningen : Stenfert Kroese.
- veel artikelen en bundels.

- Bibliothèque nationale de France: cb15744008m (data)
- Gemeinsame Normdatei: 101776610X
- International Standard Name Identifier: 0000 0001 1764 1128
- Library of Congress Control Number: n82144667
- Nationale Bibliotheek van Tsjechië: mzk2013798523
- Nationale bibliotheek van Australië: 35861847
- Nationale Bibliotheek van Israël: 987007429075305171
- Nederlandse Thesaurus van Auteursnamen: 070977763
- Système universitaire de documentation: 132604515
- Virtual International Authority File: 54478017
- WorldCat: E39PBJy8xxFWJXgKfwWdDhbGHC